# Tettigoniomyia kuntzei
Tettigoniomyia kuntzei är en tvåvingeart som beskrevs av Willi Hennig 1968. Tettigoniomyia kuntzei ingår i släktet Tettigoniomyia och familjen blomsterflugor.
Artens utbredningsområde är Frankrike. Inga underarter finns listade i Catalogue of Life.